# Strepsigonia affinis
Strepsigonia affinis är en fjärilsart som beskrevs av W. Warren 1897. Strepsigonia affinis ingår i släktet Strepsigonia och familjen sikelvingar. Inga underarter finns listade i Catalogue of Life.